# Хеннингс, Роувен
Роувен Хеннингс (нем. Rouwen Hennings; род. 28 августа 1987, Бад-Ольдесло) — немецкий футболист, игравший на позиции нападающего.

## Карьера
Начал свою карьеру в местной юношеской команде из Ольдесло, пока в 2001 году не подписал контракт с «Гамбургом». До 2005 года играл за резервную команду, прежде чем его перевели в основную команду. Сезон 2005/06 и 2006/07 Хеннингс провел в Региональной лиге «Север», выйдя на поле 51 раз и забив 11 мячей, после чего Хеннингс отправился в годовую аренду в «Оснабрюк», выступающий на тот момент во Второй Бундеслиге. Летом 2008 года он опять отправился в аренду в немецкий «Санкт-Паули». Он провел три года в «Санкт-Паули» в качестве постоянного игрока, а клуб в сезоне 2009/10, заняв второе место по итогам чемпионата, получил путевку в Бундеслигу. Хеннингс в 29 матчах сезона забил 9 голов. «Санкт-Паули» продержался всего один сезон в Бундеслиге, финишировав на последнем месте, а Хеннингс вышел на поле только в 16 матчах.
В июне 2012 года он подписал контракт с «Карлсруэ», выступающим в Третьей лиге Германии, и в своем первом сезоне Хеннингс сумел выйти с клубом во Вторую Бундеслигу, заняв первое место в чемпионате. В первом сезоне после возвращения во Вторую Бундеслигу, «Карлсруэ» занял пятое место, а Роувен забил 10 голов за 31 матч. Свой последний сезон в этом клубе он закончил в звании лучшего бомбардира лиги, забив за сезон 17 голов. «Карлсруэ» занял третье место, что позволило им сыграть в плей-офф. Проиграв в стыковых матчах «Гамбургу» по сумме двух встреч со счётом 3:2, «Карлсруэ» остался во Второй Бундеслиге.
В августе 2015 года Хеннигс подписал трёхлетний контракт с английским «Бернли», выступающим в Чемпионшипе. Хеннингс забил свой первый гол за клуб 28 ноября 2015 года в матче против «Кардифф Сити» (2:2). Несмотря на то, что он регулярно выходил на замену во время победного сезона «Бернли» сезона 2015/16, он не играл в Премьер-лиге в следующем сезоне. Вместо этого он был отправлен в аренду в «Фортуну». В сезоне 2016/17 Второй Бундеслиги Хеннинг забил 9 голов в 30 матчах, а клуб занял 11-е место. В следующем сезоне он сыграл одну из ключевых ролей, что помогло «Фортуне» выйти в Бундеслигу.

## Достижения
«Карлсруэ»
- Победитель Третьей лиги Германии — 2012/13

 «Бернли»
- Победитель Чемпионшипа Английской лиги — 2015/16